# Wettbewerbsbehörde (Italien)

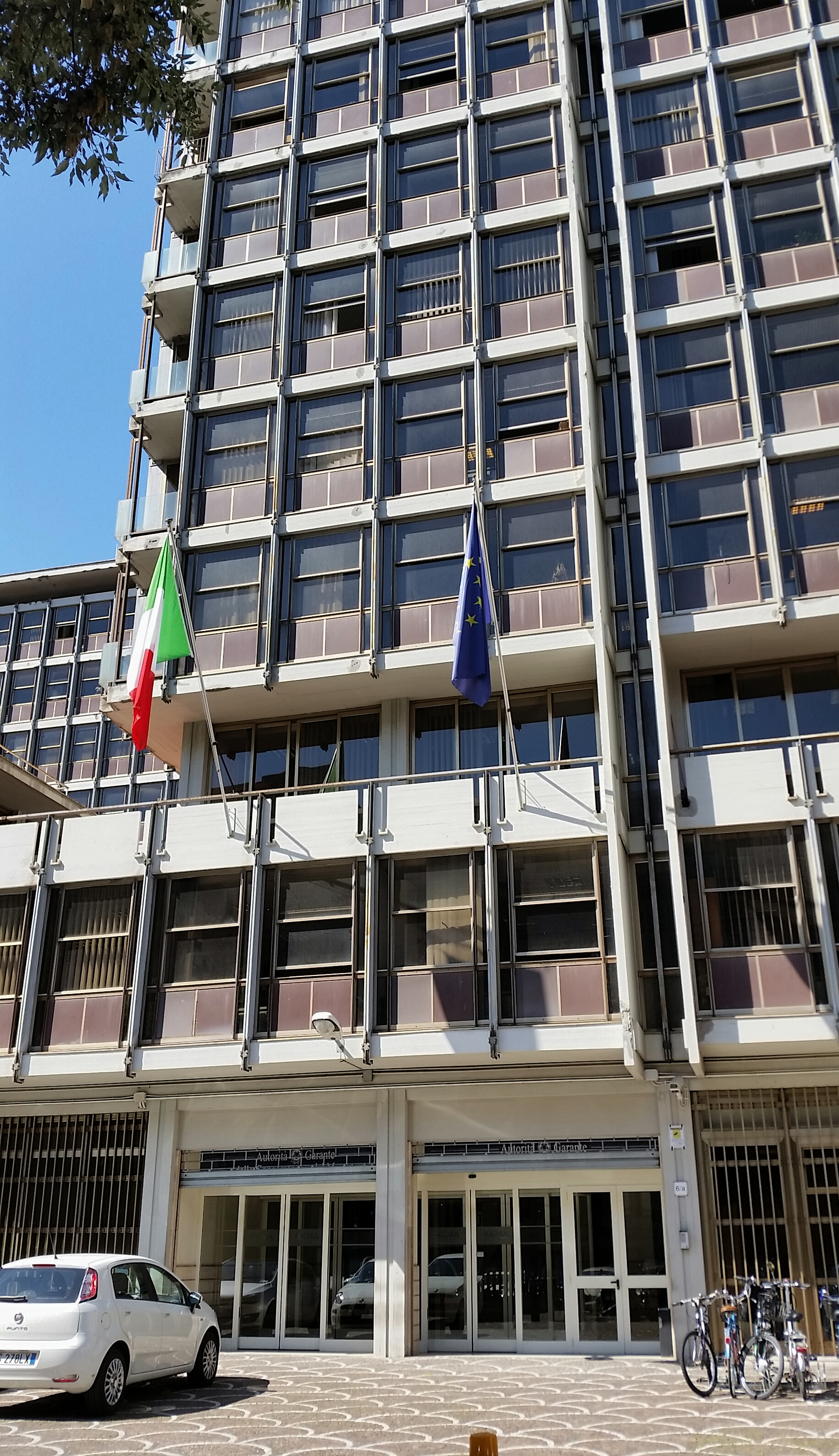
Sitz der Wettbewerbsbehörde an der Piazza Giusppe Verdi 6 in Rom

Die Autorità garante della concorrenza e del mercato, auch bekannt als Antitrust oder AGCM, ist die nationale Wettbewerbsbehörde Italiens.
Sie wurde mit dem Gesetz Nr. 287/1990 (legge a tutela della concorrenza e del mercato italiana) gegründet und nahm genau ein Jahrhundert nach dem Sherman Antitrust Act (USA) ihre Arbeit auf. Der Impuls zu ihrer Gründung kam von der Europäischen Gemeinschaft (heute EU).
Dies erkennt man auch daran, dass der Text nahezu wörtlich mit den Artikeln 101 und 102 AEUV und Bestimmungen EG-Verordnung über die Kontrolle von Unternehmenszusammenschlüssen übereinstimmt.
Außerdem enthält Artikel 1 des Gesetzes n. 287/1990 die seltene (vielleicht in Italien sogar einzigartige) Regelung, dass die Auslegung des Gesetzes nach den Grundsätzen des Gemeinschaftsrechts durchgeführt wird. Eine ähnliche Bestimmung enthält der Competition Act 1999 des Vereinigten Königreichs.

## Aufgaben
Die Behörde hat folgende Aufgaben:
- Verhinderung des Missbrauchs einer marktbeherrschenden Stellung;
- Überwachung von Vereinbarungen und/oder Kartellen, die den freien Wettbewerb beeinträchtigen;
- Kontrolle von Unternehmensfusionen oder Übernahmen, die einen bestimmten Wert überschreiten;
- Verbraucherschutz im Bereich der unlauteren Handelspraktiken sowie der unfairen und irreführenden Werbung;
- Beurteilung und Sanktionierung von Fällen von Interessenkonflikten bei Mitgliedern der Regierung.

## Befugnisse
Die Behörde kann Ermittlungen oder fact-finding-Untersuchungen durchführen. Diese können zu Verwarnungen, Bußgeldern oder anderen verwaltungsrechtlichen Sanktion führen. In Fällen wegen angeblicher Verstöße gegen die Wettbewerbsregeln können die Bußgelder bis zu 10 Prozent des Umsatzes betragen. Im Falle von Verstößen gegen das Gesetz zum Schutz der Verbraucher kann die Behörde Geldstrafen von bis zu € 500.000 verhängen. Wenn die Behörde eine Situation für besonders dringlich hält, kann sie weitere einstweilige Maßnahmen auch zum Schutz der Allgemeinheit ergreifen. Die Wettbewerbsbehörde kann bei ihren Untersuchungen über die Guardia di Finanza verfügen. Gegen Maßnahmen der Behörde kann vor dem zuständigen Verwaltungsgericht (TAR) Berufung eingelegt werden.

## Weitere Funktionen
Die Antitrust-Behörde legt dem italienischen Ministerpräsidenten jährlich einen Bericht über die Anwendung des Wettbewerbsrechts in Italien vor. Zudem kann die Behörde Stellungnahmen zu Rechtsnormen über die Marktregulierung abgeben. Auch kann die AGCM dem Parlament, der Regierung und lokalen Behörden etwaige Wettbewerbsverzerrungen melden. Zusammen mit den anderen Behörden der Europäischen Union ist die ACGM Teil der "EU-Wettbewerbsbehörden". Diese haben auf der Grundlage der EG-Verordnung 1/2003 die Möglichkeit, sich direkt mit der EU-Kommission abzustimmen.

## Präsidenten der AGCM
- 1990–1994: Francesco Saja
- 1994–1997: Giuliano Amato
- 1998–2005: Giuseppe Tesauro
- 2005–2011: Antonio Catricalà
- seit 29. November 2011: Giovanni Pitruzzella